# Anna Konanyjina
Anna Alexándrovna Konanyjina (en ruso: Анна Александровна Конаныхина; San Petersburgo, 10 de septiembre de 2004) es una deportista rusa que compite en saltos de plataforma.
Ganó una medalla de bronce en el Campeonato Mundial de Natación de 2025 y una medalla de oro en el Campeonato Europeo de Natación de 2021.

## Palmarés internacional
| Campeonato Mundial | Campeonato Mundial  | Campeonato Mundial | Campeonato Mundial           |
| Año                | Lugar               | Medalla            | Prueba                       |
| ------------------ | ------------------- | ------------------ | ---------------------------- |
| 2025               | Singapur (Singapur) | Medalla de bronce  | Plataforma 10 m sincro mixto |
| Campeonato Europeo |                     |                    |                              |
| Año                | Lugar               | Medalla            | Prueba                       |
| 2021               | Budapest (Hungría)  | Medalla de oro     | Plataforma 10 m              |